# Міріям Древ
Міріям Древ (словен. Miriam Drev; 12 квітня 1957, Любляна) — словенська поетеса, письменниця, критик і перекладач.

## Біографічні відомості
Міріям Древ народилася в Любляні, і частина її коріння сягає Набрежини. Вивчала літературу та англійську мову на факультеті мистецтв у Любляні. У 1983 році разом зі своєю однокурсницею Сонею Томажич написала першу в Словенії вегетаріанську кулінарну книгу «Сто овочевих меню», яка була перевидана в переглянутому виданні в 2011 році. Сім років провела з родиною у Відні, де було створено дитячу книжку Šviga gre luzat (1995) та поетичну збірку Časovni kvadrat (2002), яку номінували на премію книжкового дебюту. Далі вийшли дві поетичні книжки («Rojstva», 2007 та «Vodna črta», 2008), потім у 2012 році роман «V zolačenem mesto» та четверта книга віршів «Посеред кухні росла б вишня». У 2014 році опублікувала свій другий роман під назвою «Неспокій». У 2021 році вийшов її третій роман «З дня до ночі», написаний у формі листа, який номіновано на премію Kresnik 2022.

Після короткого перебування в Кембриджі взяла участь у редагуванні та перекладі текстів для антології New British Script. Перекладає з німецької та англійської та на англійську. Переклала понад 100 книжок сучасних і класичних авторів, а також книг для дітей та молоді, зокрема Маргарет Етвуд, Ральфа Волдо Емерсона, Ієна Мак'юена, Рабіндраната Тагора тощо. З її ініціативи багато авторів були вперше опубліковані словенською мовою. Пише літературні рецензії та супроводи до перекладів, а також веде літературні вечори та інші програми для Радіо Словенія, Ars та для словенської секції Радіо Трієст. Вона написала шість портретів відомих словенських жінок для антології «Забута половина».
У 2017 році вийшла її п'ята збірка віршів під назвою «Тірсо», а у 2022 році — «Зцілення предків». У 2014 і 2016 роках номінована на премію «Mira» за весь свій творчий доробок. Є членом Спілки письменників Словенії, SC PEN та Спілки літературних перекладачів Словенії.
Проживає у Любляні.